# نهائي كأس الاتحاد الإنجليزي 1986
نهائي كأس الاتحاد الإنجليزي 1986 (بالإنجليزية: FA Cup final 1986) هي المباراة الختامية لبطولة كأس الاتحاد الإنجليزي 1985–86 في النسخة 105 من مسابقة الكأس الإنجليزية وأكبر مسابقة خروج المغلوب لكرة القدم في إنجلترا. والبطولة الأقدم في تاريخ في كرة القدم التي ينظمها الاتحاد الإنجليزي لكرة القدم، أقيمت المباراة النهائي بين طرفي ديربي ميرسيسايد نادي ليفربول وإيفرتون في 10 مايو 1986 في ملعب ويمبلي، لندن، إنجلترا، أقيمت المباراة بعد سبعة أيام من فوز ليفربول بلقب الدوري، واحتل إيفرتون المركز الثاني. في ذلك الوقت، كان ليفربول وإيفرتون يُنظر إليهما على نطاق واسع باعتبارهما الناديين الإنجليزيين الأكثر تميزاً.

## عن الفريقين
| الفريق  | التتويج | المشاركات السابقة في النهائيات (الخط الغليظ للأرقام يشير لسنة التتويج باللقب) |
| ------- | ------- | ----------------------------------------------------------------------------- |
| ليفربول | 2       | 6 (1914، 1950، 1965، 1971، 1974، 1977)                                        |
| إيفرتون | 4       | 9 (1893، 1897، 1906، 1907،1933، 1966، 1968، 1984، 1985)                       |

## ملخص
فاز ليفربول بالمباراة 3-1، وبذلك أكمل الثنائية في أول موسم لكيني دالجليش كلاعب ومدرب. تقدم إيفرتون في الشوط الأول عن طريق جاري لينيكر، قبل أن يشهد الشوط الثاني تسجيل إيان راش هدفين وكريج جونستون هدفًا. وبما أن ليفربول قد فاز بالدوري بالفعل، فقد كان إيفرتون ليحصل على مكان في كأس أبطال الكؤوس الأوروبية 1986-1987، لكن الحظر المفروض على الأندية الإنجليزية في المسابقات الأوروبية بعد كارثة هيسل في الموسم السابق يعني أنهم لم يتمكنوا من القيام بذلك (بالإضافة إلى عدم حصول ليفربول على مكان في كأس أوروبا لفوزه بالدوري).
كان هذا هو فوز ليفربول الثالث في نهائي كأس الاتحاد الإنجليزي، والأول منذ عام 1974. وفي الوقت نفسه، كان إيفرتون يلعب في نهائي كأس الاتحاد الإنجليزي للمرة الثالثة على التوالي وتعرض لهزيمته الثانية على التوالي؛ كانت التغييرات الملحوظة من الفريق الذي خسر أمام مانشستر يونايتد في العام السابق هي بوبي ميمز في المرمى بدلاً من المصاب نيفيل ساوثال - كان إيفرتون قد تعاقد مع المخضرم بات جينينجز في صفقة قصيرة الأجل واللاعب الجديد جاري لينيكر يلعب في مركز المهاجم الذي كان يشغله سابقًا آندي جراي.
نظرًا لعدم استخدام البديل ستيف ماكماهون، أصبح ليفربول أول فريق يتنافس في نهائي كأس الاتحاد الإنجليزي دون إشراك لاعب إنجليزي، منذ أن أشرك كوينز بارك فرقًا اسكتلندية بالكامل في عامي 1884 و 1885. أصبح كريج جونستون أول أسترالي يسجل في نهائي كأس الاتحاد الإنجليزي، عندما وضع ليفربول في المقدمة في الشوط الثاني.
بعد عشرين عامًا، في أبريل 2006، أعيد لعب النهائي في مباراة خيرية في أنفيلد، لصالح نداء مارينا دالغليش. فاز ليفربول مرة أخرى، هذه المرة بنتيجة 1-0، بفضل هدف متأخر من جون دورنين.

## المباراة

### تفاصيل المباراة
| ليفربول                    | 3–1    | إيفرتون    |
| -------------------------- | ------ | ---------- |
| راش 56'، 83' · جونستون 62' | Report | 27' لينيكر |

| ليفربول | إيفرتون |

|              |    |                |  |
|              |    | تشكيلة الفريق: |  |
| GK           | 1  | بروس جروبيلار  |  |
| RB           | 4  | ستيف نيكول     |  |
| CB           | 2  | مارك لورنسون   |  |
| CB           | 6  | آلن هانسن (c)  |  |
| LB           | 3  | جيم بيجلين     |  |
| RM           | 8  | كريغ جونستون   |  |
| CM           | 10 | يان مولبي      |  |
| CM           | 11 | كيفن ماكدونالد |  |
| LM           | 5  | روني ويلان     |  |
| SS           | 7  | كيني دالغليش   |  |
| CF           | 9  | إيان راش       |  |
| البديل:      |    |                |  |
| MF           | 12 | ستيف مكماهون   |  |
| المدرب:      |    |                |  |
| كيني دالغليش |    |                |  |

|               |    |                  |  |     |
|               |    | تشكيلة الفريق:   |  |     |
| GK            | 1  | بوبي ميمز        |  |     |
| RB            | 2  | غاري ستيفنز      |  | 72' |
| CB            | 4  | كيفن راتكليف (c) |  |     |
| CB            | 5  | ديريك ماونتفيلد  |  |     |
| LB            | 3  | فان دن هاوي      |  |     |
| RM            | 7  | تريفور ستيفن     |  |     |
| CM            | 6  | بيتر ريد         |  |     |
| CM            | 10 | بول براسويل      |  |     |
| LM            | 11 | كيفن شيدي        |  |     |
| CF            | 8  | غاري لينيكر      |  |     |
| CF            | 9  | غرايم شارب       |  |     |
| البديل:       |    |                  |  |     |
| FW            | 12 | أدريان جوستين    |  | 72' |
| المدرب:       |    |                  |  |     |
| هاوارد كيندال |    |                  |  |     |